# Samfundet De Nios litterära kalender
Samfundet De Nios litterära kalender är en litterär kalender som sedan 2003 utges av Samfundet De Nio i samarbete med Norstedts förlag. Varje nummer hade åren 2003–2012 ett tema om en tidigare ledamot av samfundet. Kalendern för 2013 var ett jubileumsnummer, med anledning av att det då var 100 år sedan samfundet bildades och därefter har varje årgång inte haft något särskilt tema, men en konstnär har varje år bjudits in att utforma omslaget samt även utföra illustrationer i kalendern. Sedan starten avslutas varje årgång med en intervju med den senaste mottagaren av De Nios Stora Pris.

## Teman 2003 till 2012
- 2003 – Lotten von Kraemer
- 2004 – Ellen Key
- 2005 – Karl Vennberg
- 2006 – Astrid Lindgren
- 2007 – Selma Lagerlöf
- 2008 – Hjalmar Gullberg
- 2009 – Stina Aronson
- 2010 – Karin Boye
- 2011 – Elsa Björkman-Goldschmidt
- 2012 – John Landquist

## Källa
Samfundet de Nio